# Tcheser Holmes
Tcheser Holmes (* um 1990 in Brooklyn) ist ein amerikanischer Musiker (Schlagzeug, Perkussion, Komposition) des Modern Creative.

## Leben und Wirken
Holmes wuchs in einer Familie auf, die über die Ausar Auset Society mit der panafrikanischen Idee verbunden war und die Bennu Ausar Dancers bildeten. Seine aus Panama stammende Mutter war Kunstlehrerin und sein Onkel war ein klassisch ausgebildeter Pianist. Im Alter von vier Jahren bekam er eine Djembe geschenkt und begann schließlich, Schlagzeug und Perkussion zu spielen. Während seiner Highschoolzeit erhielt er über das Precollege-Programm der Manhattan School of Music eine Ausbildung. Ab 2008 studierte er in Boston am New England Conservatory, wo der Trompeter Aquiles Navarro sein Studienkollege war.
Aufgrund einer gemeinsamen panamaischen Herkunft entwickelte sich eine Partnerschaft, die nach dem Abschluss anhielt; 2014 tourte Holmes mit Navarro durch Panama. Ihr Duo entwickelte in der Folge seinen weitreichenden, genreübergreifenden Mix aus Avantgarde Jazz, lateinamerikanischen Traditionen und elektronischer Musik. Ein erstes Duoalbum, Heritage of the Invisible: Live in Panama erschien 2014 bei Bandcamp. Wie Navarro schloss er sich 2017 der Gruppe Irreversible Entanglements um die Dichterin und Sängerin Camae Ayewa an, mit der er auch international tourte; seitdem hat die Gruppe vier Alben veröffentlicht, nach dem gleichnamigen Debütalbum von 2017, Who Sent You? (2020), Open the Gates (2021) und Protect Your Light (2023). 2020 veröffentlichten Holmes und Navarro bei International Anthem ihr zweites Album als Duo, das genreübergreifende Heritage of the Invisible II. Er ist weiterhin auf Jinx von Adam Lempel und auf Circuit City von Moor Mother zu hören. 2021 legte er die Single „Swami Lives“ vor.